# Socijalistički savez radnog naroda Jugoslavije
Socijalistički savez radnog naroda Jugoslavije (SSRNJ; slovenski: Socialistična zveza delovnega ljudstva Jugoslavije, makedonski: Социјалистички сојуз на работниот народ на Југославија) je naziv za najmasovniju društveno-političku organizaciju koja je djelovala u Jugoslaviji. Nastao je pod nazivom Narodna fronta Jugoslavije 1945. godine, odnosno na temeljima Jedinstvene narodnooslobodilačke fronte, krovne organizacije koja je za vrijeme Drugog svjetskog rata okupljala sve pojedince i organizacije koji su simpatizirali partizane, no ne i isključivo njih. 
Politički temelji za stvaranje jedinstvene fronte nastali su u uvjetima političke i gospodarske nestabilnosti i podijeljenosti u predratnoj Jugoslaviji.
Iako se od polovice 1930-ih na partijskim forumima ukazivalo na potrebu osnivanja pučkih fronti, konkretnije naznake o nastanku takve organizacije dala je Peta konferencija Komunističke partije  Jugoslavije (KPJ), održana u Zagrebu od 19. do 23. listopada 1940., koja je i utvrdila karakter Narodne fronte u Jugoslaviji.
Proces organizacijskog uobličivanja Jedinstvene narodnooslobodilačke fronte Jugoslavije (JNOF) počeo je tijekom 1944. godine. Te godine promijenjen je naziv u Narodnooslobodilačku frontu Jugoslavije. Na Prvom kongresu, održanom u Beogradu od 5. do 7. kolovoza 1945., donesena je odluka o sjedinjavanju republičkih fronti u okviru NFJ-a, usvojen je Statut i utvrđena Osnovna programska načela NFJ kao općenarodnoga antifašističkog demokratskog pokreta naroda Jugoslavije za čuvanje i razvoj tekovina NOB-a. Na kongresu je ujedno usvojen novi naziv organizacije, Narodna fronta Jugoslavije. Pod tim nazivom djelovat će do Četvrtoga kongresa (održanoga od 5. do 7. travnja 1953.), na kojem je preimenovana u Socijalistički savez radnog naroda Jugoslavije (SSRNJ), pod kojim će pak djelovati do 1990., kad prestaje s radom. 
Po završetku Drugoga svjetskog rata u Jugoslaviji su slijedile velike političke i društvene promjene. Stvorena je jugoslavenska federacija sa šest republika i dvjema autonomnim pokrajinama s visokocentraliziranim državnim sustavom (svi odnosi išli su od državnoga središta, preko republičkih do lokalnih tijela vlasti). Političku strukturu karakterizirao je jednostranački sustav u formi vladajućega KPJ-a, koji je inicirao osnivanje društveno-političkih organizacija (DPO) s funkcijom političkih organizacija. DPO je zapravo bilo satelit KPJ-a sa zadatkom povezivanja i prenošenja njezinih odluka i politike građanima, zadržavajući relativnu samostalnost u pristupu i metodama rada. Pored NFH-a, DPO su bili: Komunistička partija Hrvatske (KPH), Savez udruženja boraca NOR-a Hrvatske (SUBNORH), Narodna omladina Hrvatske (NOH), odnosno Savez socijalističke omladine Hrvatske (SSOH), Antifašistička fronta žena (AFŽ), odnosno Konferencija za društvenu aktivnost žena (KDAŽ) te Savez ratnih vojnih invalida Hrvatske (SRVIH).
Od samoga osnutka NFH-a se definirao kao revolucionarni antifašistički narodni pokret, savez radničke klase, seljaštva, napredne inteligencije, omladine i ženskoga pokreta u Hrvatskoj. 
Sve organizacijske izmjene SSRNJ-a pratile su republičke fronte, odnosno savezi članice.
S radom prestao godine 1990. nakon raspada SKJ i uvođenja višestranačkog sustava. Neke njegove organizacije su se transformirale u političke stranke socijalističke orijentacije, od kojih je najpoznatija Socijalistička partija Srbije.

## Vanjske poveznice
- Socijalistički savez radnog naroda Hrvatske - najmasovnija društveno-politička organizacija u socijalističkoj Hrvatskoj
- Marijana Jukić ; Hrvatski državni arhiv